# مغامرات بن بن
مغامرات بن بن مسلسل أنمي ياباني من إنتاج استديو تلفزيون طوكيو عرض لأول مره في 9 أكتوبر 1980 واستمر عرضه حتى 9 يوليو 1981 . تمت دبلجة المسلسل للغة العربية بواسطة استديوالشرق الأدنى للإنتاج الفني .

## روابط خارجية
- مغامرات بن بن على موقع IMDb (الإنجليزية)
- مغامرات بن بن على موقع ألو سيني (الفرنسية)
- مغامرات بن بن على موقع قاعدة بيانات الفيلم (الإنجليزية)
- مغامرات بن بن على موقع ANN anime (الإنجليزية)
- قالب:Dopp